# 竹内勤 (熱帯医学者)
竹内 勤（たけうち つとむ、1945年9月1日 - 2018年3月20日）は、日本の医師、医学者。専門は、熱帯医学・寄生虫学。慶應義塾大学名誉教授。

## 略歴
- 1964年（昭和39年）3月、静岡県立静岡高等学校卒業[2]。
- 1970年（昭和45年）3月、慶應義塾大学医学部卒業。同年4月、慶應義塾大学医学部助手（寄生虫学）。
- 1973年（昭和48年）1月、NIH,NIAID,LPD,Visiting Fellow。
- 1976年（昭和51年）1月、慶應義塾大学医学部助手（寄生虫学）。
- 1977年（昭和52年）7月、米国NIH,NIAID,LPD,Visiting Associate。
- 1978年（昭和53年）12月、慶應義塾大学医学部専任講師（寄生虫学）。
- 1981年（昭和56年）9月、慶應義塾大学医学部助教授（寄生虫学）。
- 1986年（昭和61年）3月、財団法人大山健康財団評議員。同年8月、慶應義塾大学医学部教授（寄生虫学）。
- 1989年（平成元年）4月、同大学医学部教授（熱帯医学・寄生虫学）。
- 1993年（平成5年）6月、財団法人大山健康財団理事。
- 1994年（平成6年）9月、英国ケンブリッジ大学ダウニング校（英語版） Fellow。
- 1997年（平成9年）6月、学校法人慶應義塾評議員。
- 2000年（平成12年）6月、慶應義塾大学医学部学部長補佐併任。
- 2006年（平成18年）6月、財団法人大山健康財団専務理事。
- 2008年（平成20年）6月、慶應義塾大学グローバルセキュリティ研究所[注釈 1]副所長。
- 2011年（平成23年）4月、長崎大学熱帯医学研究所所長。同年5月、慶應義塾大学名誉教授。
- 2014年（平成26年）4月、慶應義塾大学グローバルセキュリティ研究所客員上席研究員。同年5月、公益財団法人医療研修推進財団理事長。同年10月、学校法人聖路加国際大学公衆衛生大学院特任教授。
- 2015年（平成27年）6月、公益財団法人大山健康財団理事長。[3]

## 竹内勤記念国際賞
公益財団法人大山健康財団が、その理事長であった竹内勤の遺徳を永く記念すべく、2018年（平成30年）10月に創設した。長年、発展途上国で熱帯医学、寄生虫学の研究に貢献し、今後とも大いに活躍が期待される若手の研究者に、公募により毎年1回、原則として1名に賞状及び副賞として30万円を贈呈する。

## 著作
- 『薬科微生物学』 加藤文男, 西川朱實 編 丸善 2013.1[5]
- 『テロ等への公衆衛生措置に必要な技術に関する調査研究 : 報告書』 竹内勤研究統括 慶應義塾大学グローバルセキュリティ研究所 2011.3[5]
- 『テロ等への医学的見地からの公衆衛生措置や医療的対策に関する調査研究 : 報告書』	竹内勤研究統括 慶應義塾大学グローバルセキュリティ研究所 2010.3[5]
- 『我が国のバイオセキュリティの向上に関する調査研究 : 報告書』 竹内勤研究統括 慶應義塾大学グローバルセキュリティ研究所 2009.3[5]
- 『しのびよるシャーガス病 : 中南米の知られざる感染症』 竹内勤, 三浦左千夫 著 慶應義塾大学出版会 2009.3[5]

我が国のバイオセキュリティの向上に関する調査研究 : 報告書』 竹内勤研究統括 慶應義塾大学グローバルセキュリティ研究所 2009.3
- 『日本におけるバイオテロリズム対策向上を目指した技術・研究開発に関する調査研究 : 報告書』 竹内勤研究統括 慶應義塾大学グローバルセキュリティ研究所 2008.3[5]
- 『薬科微生物学』	加藤文男, 西川朱實 編	丸善 2007.3[5]
- 『国際保健の優先課題』 共訳 保健同人社 2007.8[5]